# Пасторино Вискарди, Энрике
Энри́ке Хуа́н Пастори́но Виска́рди (исп. Enrique Juan Pastorino Viscardi; 6 марта 1918, Монтевидео — январь 1995, там же) — деятель уругвайского и международного профсоюзного и рабочего движения, генеральный секретарь Всеобщего союза трудящихся Уругвая (1950—1961), политик.
Лауреат Международной Ленинской премии «За укрепление мира между народами» (1973).

## Биография
Сын рабочего. В 1931—1946 годах — чернорабочий на мясохладобойнях, сельскохозяйственный рабочий, работал на обувных предприятиях Монтевидео.
Активист профсоюзного и рабочего движения. В 1941 году был избран секретарём профсоюза кожевников.
С 1942 года — член Коммунистической партии Уругвая (КПУ). В 1946—1947 годах был кандидатом в члены ЦК Коммунистической партии Уругвая, с 1947 года — член ЦК КП Уругвая, с 1950 года — член Исполкома ЦК КП Уругвая, с 1951 года работал секретарём ЦК КП Уругвая по работе в профсоюзах. В 1946—1950 годах — секретарь по организационным вопросам Всеобщего союза трудящихся (ВСТ) Уругвая, в 1950—1961 годах — генеральный секретарь ВСТ, в 1961—1966 годах — секретарь Профцентра трудящихся Уругвая, с 1966 года — член руководства и генеральный секретарь Национального конвента трудящихся Уругвая.
В 1951—1959 годах избирался депутатом уругвайского парламента. С 1953 года — член Исполкома Генерального совета Всемирной федерации профсоюзов, в 1957—1969 годах — вице-председатель Всемирной федерации профсоюзов, с октября 1969 по апрель 1978 года — председатель Всемирной федерации профсоюзов.
За свою деятельность подвергался преследованиям в связи с законом правительства Уругвая о регламентации деятельности профсоюзов. После военного переворота 1973 года жил в политической эмиграции в Праге.